# カンボジア救援センター
カンボジア救援センター(カンボジアきゅうえんせんたー)とは、かつて日本に存在した民主カンプチア支援団体である。

## 概要
ベトナム軍によるプノンペン陥落、およびヘン・サムリン政権成立1年後の1980年4月9日、当時社会民主連合(以下、社民連と記述)議員であった田英夫を事務局長として設立された。

## 活動
同センターは、1980年当時カンボジアに駐留していたベトナム軍を「侵略軍」、ポル・ポト派支配地域を「解放区」と標榜し、カンボジアの「救援」を呼びかけていた。
1980年8月には水野清(衆院議員・自民党所属)、田英夫、秦豊(いずれも参院委員・社民連所属)らによる派遣団が、民主カンプチア支配地域を訪れた。これは、西側の政治家として最初の訪問であった。
派遣団は、当時民主カンプチアの「首相」であったキュー・サムファンとの会談を行い、「カンボジア大虐殺は敵(ベトナム)によりでっち上げられたプロパガンダである」との民主カンプチア側の主張を追認、同政権への「支持と支援」を表明した。派遣団の帰国後、カンボジア救援センターは日本国内各地において「カンボジア救援」を標榜しつつ、クメール・ルージュ支援を目的とした募金・講演活動をおこなった。

## 関連人物
1980年4月設立当初の呼びかけ人は以下の通り。
| 氏名       | 当時の役職         |
| ---------- | ------------------ |
| 市川誠     | 元・総評議長       |
| 井上泉     | 衆議院議員         |
| 宇都宮徳馬 | 前・衆議院議員     |
| 大西良慶   | 清水寺貫主         |
| 河野洋平   | 衆議院議員         |
| 菊地昌典   | 東京大学助教授     |
| 黒柳明     | 参議院議員         |
| 佐々木更三 | 元・衆議院議員     |
| 塩谷一夫   | 衆議院議員         |
| 園田直     | 参議院議員         |
| 田英夫     | 参議院議員         |
| 富塚三夫   | 総評事務局長       |
| 土井たか子 | 衆議院議員         |
| 秦豊       | 参議院議員         |
| 深作光貞   | 清華大学学長       |
| 法眼晋作   | 国際協力事業団顧問 |
| 山本幸一   | 衆議院議員         |
| 渡辺朗     | 衆議院議員         |

## 批判
副島種典は、本救援センターによるカンボジア大虐殺否認・ベトナム軍の「侵略」性の強調を「国際的にはっきり認知されたはずの事実にさからう宣伝」であるとして批判している。